# Søllerød Gold Diggers
I Søllerød Gold Diggers sono una squadra di football americano di Rudersdal, in Danimarca; fondati nel 2003, hanno vinto 2 titoli nazionali, 1 EFAF Cup e 1 Champions Bowl.

## Dettaglio stagioni

### Tackle football

#### Tornei

##### Tornei nazionali

###### Nationalligaen
| Stagione | regular season | regular season | regular season | regular season | regular season | regular season | playoff | playoff | playoff | playoff | playoff | playoff      | playoff             |
|          | Vin            | Par            | Per            | Tot            | PF             | PS             | Vin     | Per     | Tot     | PF      | PS      | risultato    | avversaria          |
| -------- | -------------- | -------------- | -------------- | -------------- | -------------- | -------------- | ------- | ------- | ------- | ------- | ------- | ------------ | ------------------- |
| 2009     | 7              | 0              | 3              | 10             | 276            | 157            | 2       | 0       | 2       | 45      | 8       | Campioni     | Triangle Razorbacks |
| 2010     | 8              | 0              | 2              | 10             | 350            | 172            | 2       | 0       | 2       | 40      | 10      | Campioni     | Triangle Razorbacks |
| 2011     | 9              | 0              | 0              | 9              | 432            | 113            | 1       | 1       | 2       | 83      | 41      | Mermaid Bowl | Triangle Razorbacks |
| 2012     | 7              | 0              | 3              | 10             | 442            | 86             | 2       | 1       | 3       | 126     | 69      | Mermaid Bowl | Triangle Razorbacks |
| 2013     | 8              | 0              | 2              | 10             | 469            | 129            | 1       | 1       | 2       | 54      | 60      | Semifinale   | Triangle Razorbacks |
| 2014     | 6              | 0              | 4              | 10             | 280            | 183            | 1       | 1       | 2       | 35      | 33      | Semifinale   | Copenhagen Towers   |
| 2015     | 7              | 0              | 3              | 10             | 285            | 192            | 1       | 1       | 2       | 20      | 21      | Mermaid Bowl | Triangle Razorbacks |
| 2016     | 6              | 0              | 4              | 10             | 280            | 149            | 1       | 1       | 2       | 55      | 61      | Semifinale   | Triangle Razorbacks |
| 2017     | 9              | 0              | 1              | 10             | 360            | 139            | 1       | 1       | 2       | 24      | 35      | Mermaid Bowl | Copenhagen Towers   |
| 2018     | 3              | 0              | 7              | 10             | 259            | 255            | 0       | 1       | 1       | 16      | 45      | Wild Card    | Triangle Razorbacks |
| 2019     | 8              | 0              | 2              | 10             | 485            | 260            | 0       | 1       | 1       | 16      | 20      | Semifinale   | Triangle Razorbacks |
| 2020     | 3              | 0              | 1              | 4              | 184            | 67             | -       | -       | -       | -       | -       | [ 1 ]        | -                   |
| 2021     | 5              | 0              | 1              | 6              | 169            | 123            | 1       | 1       | 2       | 28      | 44      | Mermaid Bowl | Copenhagen Towers   |
| 2022     | 5              | 0              | 1              | 6              | 238            | 119            | 1       | 1       | 2       | 68      | 62      | Mermaid Bowl | Copenhagen Towers   |
| 2023     | 4              | 0              | 4              | 8              | 265            | 212            | 1       | 1       | 2       | 80      | 78      | Mermaid Bowl | Copenhagen Towers   |
| Totale   | 95             | 0              | 38             | 133            | 4774           | 2356           | 15      | 12      | 27      | 690     | 548     |              |                     |

Fonti: Enciclopedia del Football - A cura di Massimo Mezzetti

###### 2. division
| Stagione | regular season | regular season | regular season | regular season | regular season | regular season | playoff | playoff | playoff | playoff | playoff | playoff   | playoff    |
|          | Vin            | Par            | Per            | Tot            | PF             | PS             | Vin     | Per     | Tot     | PF      | PS      | risultato | avversaria |
| -------- | -------------- | -------------- | -------------- | -------------- | -------------- | -------------- | ------- | ------- | ------- | ------- | ------- | --------- | ---------- |
| 2016     | 5              | 0              | 5              | 10             | 243            | 189            | -       | -       | -       | -       | -       | -         | -          |
| 2017     | 0              | 1              | 6              | 7              | 0              | 300            | -       | -       | -       | -       | -       | -         | -          |
| Totale   | 5              | 1              | 11             | 17             | 243            | 489            | -       | -       | -       | -       | -       |           |            |

Fonti: Enciclopedia del Football - A cura di Massimo Mezzetti

##### Tornei internazionali

###### European Football League (1986-2013)
| Stagione | regular season | regular season | regular season | regular season | regular season | regular season | playoff | playoff | playoff | playoff | playoff | playoff          | playoff        |
|          | Vin            | Par            | Per            | Tot            | PF             | PS             | Vin     | Per     | Tot     | PF      | PS      | risultato        | avversaria     |
| -------- | -------------- | -------------- | -------------- | -------------- | -------------- | -------------- | ------- | ------- | ------- | ------- | ------- | ---------------- | -------------- |
| 2013     | 1              | 0              | 1              | 2              | 84             | 77             | 0       | 1       | 1       | 3       | 62      | Quarti di finale | Vienna Vikings |
| Totale   | 1              | 0              | 1              | 2              | 84             | 77             | 0       | 1       | 1       | 3       | 62      |                  |                |

Fonti: Enciclopedia del Football - A cura di Massimo Mezzetti

###### EFAF Cup
| Stagione | regular season | regular season | regular season | regular season | regular season | regular season | playoff | playoff | playoff | playoff | playoff | playoff    | playoff             |
|          | Vin            | Par            | Per            | Tot            | PF             | PS             | Vin     | Per     | Tot     | PF      | PS      | risultato  | avversaria          |
| -------- | -------------- | -------------- | -------------- | -------------- | -------------- | -------------- | ------- | ------- | ------- | ------- | ------- | ---------- | ------------------- |
| 2011     | 2              | 0              | 0              | 2              | 130            | 16             | 0       | 1       | 1       | 7       | 23      | Semifinale | London Blitz        |
| 2012     | 2              | 0              | 0              | 2              | 101            | 20             | 2       | 0       | 2       | 73      | 62      | Campioni   | Triangle Razorbacks |
| Totale   | 4              | 0              | 0              | 4              | 231            | 36             | 2       | 1       | 3       | 80      | 85      |            |                     |

Fonti: Enciclopedia del Football - A cura di Massimo Mezzetti

### Riepilogo fasi finali disputate
| Anno              | Luogo    | Evento         | Fase del torneo  | Incontro                                    | Risultato |
| 3 ottobre 2009    | Farum    | Nationalligaen | Mermaid Bowl     | Triangle Razorbacks - Søllerød Gold Diggers | 0 - 10    |
| 2 ottobre 2010    | Farum    | Nationalligaen | Mermaid Bowl     | Triangle Razorbacks - Søllerød Gold Diggers | 0 - 13    |
| 4 giugno 2011     | Londra   | EFAF Cup       | Semifinale       | London Blitz - Søllerød Gold Diggers        | 23 - 7    |
| 8 ottobre 2011    | Farum    | Nationalligaen | Mermaid Bowl     | Søllerød Gold Diggers - Triangle Razorbacks | 31 - 35   |
| 14 luglio 2012    | Vejle    | EFAF Cup       | Finale           | Triangle Razorbacks - Søllerød Gold Diggers | 21 - 31   |
| 6 ottobre 2012    | Vejle    | Nationalligaen | Mermaid Bowl     | Triangle Razorbacks - Søllerød Gold Diggers | 34 - 29   |
| 26 maggio 2013    | Vienna   | EFL            | Quarti di finale | Vienna Vikings - Søllerød Gold Diggers      | 62 - 3    |
| 29 settembre 2013 | Vejle    | Nationalligaen | Semifinale       | Triangle Razorbacks - Søllerød Gold Diggers | 39 - 20   |
| 27 settembre 2014 | Gentofte | Nationalligaen | Semifinale       | Copenhagen Towers - Søllerød Gold Diggers   | 33 - 8    |
| 10 ottobre 2015   | Viborg   | Nationalligaen | Mermaid Bowl     | Triangle Razorbacks - Søllerød Gold Diggers | 21 - 17   |
| 23 settembre 2016 |          | Nationalligaen | Semifinale       | Triangle Razorbacks - Søllerød Gold Diggers | 35 - 28   |
| 7 ottobre 2017    | Slagelse | Nationalligaen | Mermaid Bowl     | Copenhagen Towers - Søllerød Gold Diggers   | 20 - 7    |
| 22 settembre 2018 | Vejle    | Nationalligaen | Wild Card        | Triangle Razorbacks - Søllerød Gold Diggers | 45 - 16   |
| 22 settembre 2019 | Nærum    | Nationalligaen | Semifinale       | Søllerød Gold Diggers - Triangle Razorbacks | 16 - 20   |
| 9 ottobre 2021    | Vejle    | Nationalligaen | Mermaid Bowl     | Søllerød Gold Diggers - Copenhagen Towers   | 7 - 24    |
| 24 settembre 2022 | Esbjerg  | Nationalligaen | Mermaid Bowl     | Copenhagen Towers - Søllerød Gold Diggers   | 32 - 17   |
| 7 ottobre 2023    | Gladsaxe | Nationalligaen | Mermaid Bowl     | Copenhagen Towers - Søllerød Gold Diggers   | 50 - 36   |

## Palmarès
- 1 Champions Bowl (2017)
- 1 EFAF Cup (2012)
- 2 Mermaid Bowl (2009, 2010)
- 1 Junior Bowl (2011)